# Фунт на квадратний дюйм
Фунт на квадра́тний дюйм або, точніше, фунт-сила на квадратний дюйм (скорочення: psi, lbf/in2, lbf/in2, lbf/sq in, lbf/sq in) — це одиниця тиску або напруження, заснована на одиницях евердьюпойс. Це тиск утворений силою одна фунт-сила, що діє на площу один квадратний дюйм:
1 psi = {\displaystyle {\frac {1{\text{ lbf}}}{(1{\text{ in}})^{2}}}} = {\displaystyle {\frac {4.4482216152605{\text{ N}}}{(0.0254{\text{ m}})^{2}}}} ≈ 6894,757293168 Н/м²
Отже, один фунт на квадратний дюйм приблизно дорівнює 6894,757 Па.
Тепер переведемо psi у стандартні атмосфери:
1 атм = {\displaystyle 101325{\text{ Pa}}} = {\displaystyle {\frac {101325}{6894.757293168}}} ≈ 14.69594877551 psi
Отже, одна атмосфера це приблизно 14,696 фунта на квадратний дюйм.
Здебільшого вживається в США. В Ірані та деяких інших країнах часто використовують просто термін «фунт» замість Psi, що є некоректним, але загальновживаним (тобто кажуть, наприклад, що тиск становить 2 фунти, маючи на увазі тиск 2 psi.)

## Кратні
Кілофунт на квадратний дюйм (ksi) — це одиниця отримана з psi, тотожна тисячі psi.
ksi не використовуються широко для тиску газів. Її здебільшого використовують у матеріалознавстві, де границя міцності матеріалів вимірюється у великих кількостях psi.
В одиницях системи SI 1 ksi = 6,895 МПа.
Мегафунт на квадратний дюйм (Mpsi) — це інше кратна psi величина. Її використовують у механіці для модулів пружності матеріалів, особливо для металів.
В одиницях SI 1 Mpsi = 6,895 GPa.